# Metal Galaxy
Metal Galaxy è il terzo album in studio del gruppo musicale giapponese Babymetal, pubblicato nel 2019.

## Tracce

### Edizione giapponese
Disco 1
1. Future Metal – 2:05
2. Da Da Dance (featuring Tak Matsumoto) – 3:50
3. Elevator Girl – 2:45
4. Shanti Shanti Shanti – 3:10
5. Oh! Majinai (featuring Joakim Brodén) – 3:12
6. Brand New Day (featuring Tim Henson & Scott LePage) – 4:08
7. ↑↓←→BBAB – 3:05
8. Night Night Burn! – 3:40

Disco 2
1. In the Name Of – 4:30
2. Distortion (featuring Alissa White-Gluz) – 3:04
3. Pa Pa Ya!! (featuring F. Hero) – 3:55
4. BxMxC – 3:03
5. Kagerou – 3:30
6. Starlight – 3:37
7. Shine – 5:52
8. Arkadia – 5:18

### Edizione internazionale
1. Future Metal – 2:05
2. Da Da Dance (featuring Tak Matsumoto) – 3:50
3. Elevator Girl (English ver.) – 2:45
4. Shanti Shanti Shanti – 3:10
5. Oh! Majinai (featuring Joakim Brodén) – 3:12
6. Brand New Day (featuring Tim Henson and Scott LePage) – 4:08
7. Night Night Burn! – 3:40
8. In the Name Of – 4:30
9. Distortion (featuring Alissa White-Gluz) – 3:04
10. Pa Pa Ya!! (featuring F. Hero) – 3:55
11. Kagerou – 3:30
12. Starlight – 3:37
13. Shine – 5:52
14. Arkadia – 5:18

## Classifiche
| Classifica (2019) | Posizione massima |
| ----------------- | ----------------- |
| Australia         | 18                |
| Austria           | 30                |
| Belgio (Fiandre)  | 44                |
| Belgio (Vallonia) | 67                |
| Finlandia         | 40                |
| Francia           | 115               |
| Germania          | 18                |
| Paesi Bassi       | 95                |
| Regno Unito       | 19                |
| Spagna            | 69                |
| Stati Uniti       | 13                |
| Svizzera          | 46                |